# Камбьязо, Андреа
Андре́а Камбья́зо (итал. Andrea Cambiaso; род. 20 февраля 2000, Генуя) — итальянский футболист, защитник клуба «Ювентус» и сборной Италии. Участник чемпионата Европы 2024.

## Клубная карьера
Камбьязо — воспитанник клуба «Дженоа». Для получения игровой практики Андреа на правах аренды выступал за клубы низших дивизионов «Альбиссола 2010», «Савона» и «Алессандрия». Летом 2020 года Камбьязо был арендован «Эмполи». 7 ноября в матче против «Реджины» он дебютировал в итальянской Серии B. По окончании аренды Камбьязо вернулся в «Дженоа». 21 августа 2021 года в матче против «Интера» он дебютировал во итальянской Серии A. 29 августа в поединке против «Наполи» Андреа забил свой первый гол за «Дженоа». 
14 июля 2022 года, было официально объявлено о переходе Камбьязо в туринский «Ювентус»; сумма трансфера составила 8.5 млн евро, игрок подписал контракт до 2027 года.    